# CMFT
CMFT ist das erste Soloalbum des US-amerikanischen Sängers Corey Taylor. Das Album wurde am 2. Oktober 2020 über Roadrunner Records veröffentlicht.

## Entstehung
Der als Sänger der Bands Slipknot und Stone Sour bekannte Corey Taylor äußerte bereits seit 2010 den Wunsch, eines Tages ein Soloalbum zu veröffentlichen. Über die Jahre schrieb Taylor viele Lieder, die aus stilistischen Gründen nicht für seine beiden Bands verwendet werden konnten. Mit dem Soloalbum wollte er seine Einflüsse aufzeigen.

„Die Einflüsse, mit denen ich aufgewachsen bin, die mich inspirierten und dazu anregten, Komponist, Sänger und Künstler werden zu wollen. Ich wollte diese Stücke unbedingt mit Leuten teilen, da ich sie für richtig gut halte. Da es mit den anderen Bands nicht ging, verwirkliche ich diesen Wunsch eben mit einem Soloalbum.“

Ursprünglich wollte Taylor das Album ab Januar 2021 angehen, nachdem eine Slipknot-Tour beendet sein sollte. Durch die COVID-19-Pandemie mussten sämtliche Tourneen abgesagt werden und Taylor zog die Arbeit an seinem Soloalbum vor. Die von Taylor geschriebenen Lieder unterscheiden sich stilistisch stark von der Musik seiner Hauptbands und decken mehrere Genres ab. Taylor stellte für die Aufnahmen eine Band aus befreundeten Musikern zusammen, die verschiedene Stile spielen konnten. Für die Gitarren fiel die Wahl auf Zach Throne und Christian Martucci, den Bass spielt Jason Christopher (Prong) und das Schlagzeug Dustin Schoenhofer (Walls of Jericho).
Aufgenommen wurde das Album in den Hideout Studios in Las Vegas mit den Musikproduzenten Jay Ruston und Kevin Churko. Um Krankheitsfälle zu vermeiden, isolierten sich die Produzenten und Musiker für zwei Wochen im Studio und hielten sich von anderen Menschen fern. Laut Taylor half diese Maßnahme dabei, dass sich alle Beteiligten auf das Album fokussieren. Außerdem wären die Aufnahmen für sein Soloalbum die angenehmsten seit Slipknots Debütalbum gewesen. 
Für die Lieder Black Eyes Blue, CMFT Must Be Stopped und Culture Head wurden Musikvideos produziert. In den letzteren sind neben den beiden Gastrappern Kid Bookie und Tech N9ne zahlreiche Musiker mit kurzen Cameo-Auftritten zu sehen, darunter unter anderem Lars Ulrich (Metallica), Rob Halford (Judas Priest), Lzzy Hale (Halestorm), Nikki Sixx (Mötley Crüe), Randy Blythe (Lamb of God), Marilyn Manson, Nergal (Behemoth), Chris Jericho (Fozzy), Scott Ian (Anthrax), Ben Bruce (Asking Alexandria), die Bands Steel Panther und Babymetal, der Maskenbildner Tom Savini sowie der Wrestler Baron Corbin.

## Hintergrund
Der Albumtitel CMFT steht für „Corey Mother Fucking Taylor“. Das Lied HWY 666 geht auf Notizen zurück, die sich Taylor während seiner High-School-Zeit während des Unterrichts machte. Diese Notizen fand er auf dem Dachboden im Haus seiner Großmutter. Zu dem Lied Meine Lux erklärte Taylor, dass er dieses Lied in einem Traum hörte. Seiner Meinung nach würde das deutsche Possessivpronom „Meine“ in Verbindung mit dem Namen des The-Cramps-Sängers „Lux Interior“ „phonetisch gut klingen“.
Mehrere Lieder widmete Taylor seiner Ehefrau Alicia, die ihn nicht nur im Leben, sondern auch musikalisch inspirieren würde. So erzählen Black Eyes Blue und Kansas von gemeinsamen Reisen. Für das Lied Home, das er ebenfalls seiner Frau widmete, erlernte Taylor extra das Klavierspielen. Das Lied Halfway Down sei laut Taylor seine Hommage an die AC/DC-Ära mit dem Sänger Bon Scott.
Samantha’s Gone handelt davon, seine Alkoholprobleme loszuwerden und hinter sich zu lassen. In dem Lied Silverfish geht es darum, einfach im Bett zu liegen und ruhige Stunden zu erleben, um Depressionen loszuwerden. Mit dem Lied Culture Head reflektiert Taylor die politische Stimmung in den Vereinigten Staaten, in dem die extreme Rechte mit der extremen Linken um die Macht ringt. Das Lied CMFT Must Be Stopped richtet sich gegen Rassismus.
European Tour Bus Bathroom Song bezieht sich auf ein Schild auf der Tourbus-Toilette, nachdem man das Klopapier nicht in die Toilette, sondern in einen Eimer werfen solle.

## Rezeption

### Rezensionen
Stefan Reuter vom deutschen Magazin Visions schrieb, dass Taylor „an einem Punkt angekommen sei, an dem er alles machen könne“. Dies würde er auf CMFT „voll auskosten“. In der Summe wäre „das Album vieles, aber auf keinen Fall langweilig“. Laut Ronny Bittner vom deutschen Magazin Rock Hard bietet Taylor „ein buntes Potpourri an Stilen“, allerdings habe er „nur wenige originelle Aha-Momente im Programm“. Viele Songs sein „solide in Szene gesetzt“, verbleiben „im Vergleich zu Taylors bisherigen Karrierehöhepunkten aber etwas blass“. Bittner vergab 7,5 von zehn Punkten. Kritischer zeigte sich Matthias Weckmann vom deutschen Magazin Metal Hammer, der Corey Taylor zu „seinen absoluten Favoriten“ zählt, das Album aber als „eine erstaunlich hausbackene Anbiederung an das US-amerikanische Radioformat“ bezeichnet. Zwar würde Taylor seine Vielseitigkeit beweisen, allerdings „könne man das Album mühelos nebenbei hören um es in Anschluss zu vergessen“. Weckmann vergab vier von sieben Punkten.

### Chartplatzierungen
| ChartsChartplatzierungen       | Höchstplatzierung | Wochen |
| ------------------------------ | ----------------- | ------ |
| Deutschland (GfK)              | 9 (3 Wo.)         | 3      |
| Österreich (Ö3)                | 8 (2 Wo.)         | 2      |
| Schweiz (IFPI)                 | 9 (2 Wo.)         | 2      |
| Vereinigte Staaten (Billboard) | 44 (1 Wo.)        | 1      |
| Vereinigtes Königreich (OCC)   | 11 (1 Wo.)        | 1      |